# Roethoningeter
De roethoningeter (Melionyx fuscus) is een zangvogel uit de familie Meliphagidae (honingeters).

## Verspreiding en leefgebied
Deze soort is endemisch in de bergen van Nieuw-Guinea.

## Status
De grootte van de populatie is niet gekwantificeerd maar de soort wordt omschreven als schaars tot zeer algemeen. Op de Rode lijst van de IUCN heeft deze soort de status niet bedreigd.